# Autoroute A 517
Die Autoroute A 517 ist eine französische Autobahn, die bei Septèmes-les-Vallons als Verbindung von der A 7 zur A 51 dient. Sie hat eine Länge von insgesamt 1,2 km. Sie wurde 1976 eröffnet. 